# 시짱난루역

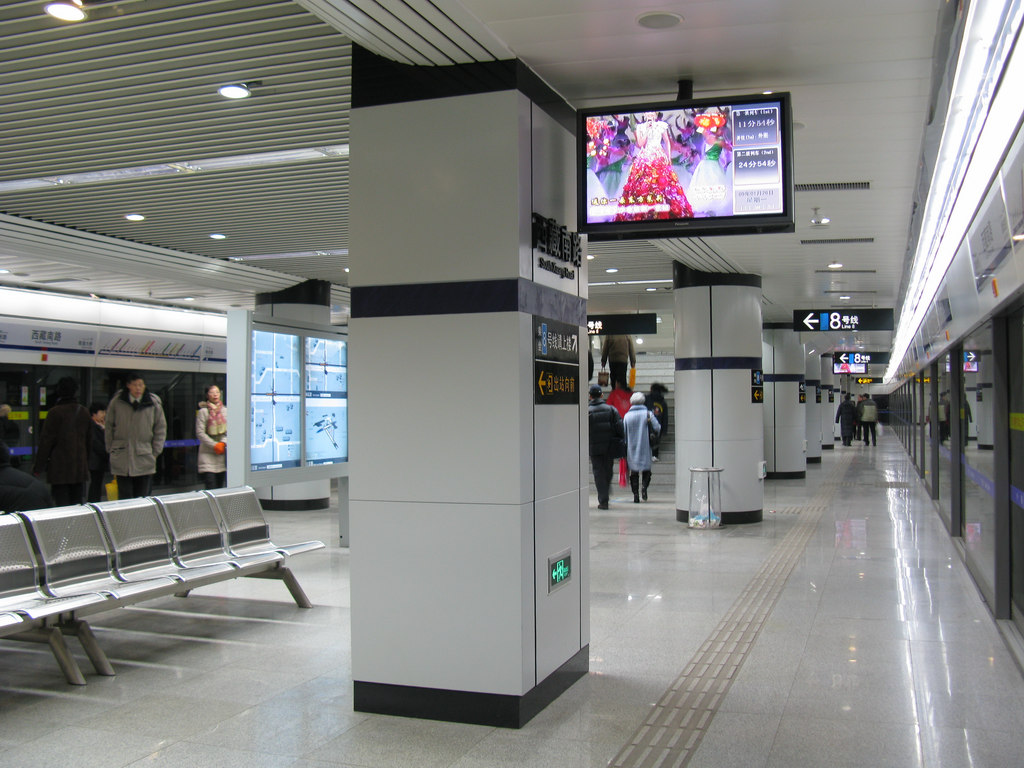

시짱난루역(중국어: 西藏南路站,영어: South Xizang Road)은 상하이 황푸 구 추시루(瞿溪路)와 시짱난루(西藏南路)에 사이에 위치한다. 상하이 지하철 4호선과 8호선이 지나간다. 4호선은 동서 방면에 있고, 8호선은 남북 방향으로 열십자로 교차한다. 4호선은 지하 3층에, 8호선은 지하 2층에 있다. 2007년 12월 29일 문을 열었다.

## 개요
시짱난루는 황푸 구에 존재를 하며, 상하이 지하철 4호선, 8호선이 지나가는 교통의 요지이다.

## 역사
- 2007년 12월 29일 오픈

## 버스 환승
- 버스노선: 45、66、109、144、306、327、715、780、814、869、938、969、96
- 大桥二线、

## 출구
- 4호선과 8호선이 일체로 사용하는 역이다.
  - 1번출구: 中山南路 북쪽，西藏南路 동쪽
  - 2번출구: 中山南路 남쪽，西藏南路 동쪽
  - 3번출구: 中山南一路 남쪽，西藏南路 서쪽
  - 5번출구: 西藏南路 서쪽，中山南一路 북쪽

## 같이 보기
- 상하이 지하철
- 상하이 지하철 4호선
- 상하이 지하철 8호선